# Anne de Bohême (1323-1338)
Pour les articles homonymes, voir Anne de Bohême.
Anne de Bohême (27 mars 1323 - 3 septembre 1338), duchesse d'Autriche, est la fille de Jean de Bohême et de sa première épouse, Élisabeth de Bohême. Anne est membre de la Maison de Luxembourg.

## Biographie
Anne et sa sœur jumelle Élisabeth sont nées en 1323 à Cham, en Bavière, où leur mère, Élisabeth de Bohême, vit en exil. Jean de Bohême ne soutient pas financièrement sa femme et ses filles pendant leur exil. Sa mère revient en Bohême en 1325 avec Anne (la jeune Élisabeth étant décédée en 1324), mais ne recouvre jamais la santé, mourant de tuberculose en 1330.
Anne est la sœur cadette de l'empereur Charles IV, de Bonne de Luxembourg, première épouse de Jean II le Bon, de Marguerite de Bohême, épouse d'Henri XIV de Bavière et du margrave Jean-Henri de Moravie. Elle est aussi la demi-sœur de Venceslas Ier de Luxembourg. 
Anne est d'abord fiancée à Ladislas de Hongrie, fils aîné de Charles Ier de Hongrie et d'Élisabeth de Pologne, mais il meurt en 1329. Elle est alors fiancée à Louis VI le Romain. Ces fiançailles prennent fin car le père de Louis, l'empereur Louis IV, est en conflit avec le pape.
Anne est finalement mariée le 16 février 1335 au duc Othon d'Autriche. Il s'agit du second mariage d'Othon, sa première épouse, Élisabeth de Bavière, étant décédée après avoir donné naissance à deux fils. Le mariage dure huit ans et aboutit à une alliance plus étroite entre le père d'Anne et le Saint-Empire romain germanique, mais Anne meurt à l'âge de quinze ans en 1338, bien avant qu'elle et Othon puissent avoir des enfants. Othon la suit dans la tombe peu de temps après et est remplacé par ses fils issus de son premier mariage.